# Percnia grandaria
Percnia grandaria là một loài bướm đêm trong họ Geometridae.